# Karel Šviha
Karel Šviha (11. června 1877 Nový Bydžov – 29. června 1937 Praha) byl rakouský a český právník a politik, na počátku 20. století poslanec Českého zemského sněmu a Říšské rady; odešel z politiky roku 1914 po skandálu okolo spolupráce s rakouskou policií (Švihova aféra).

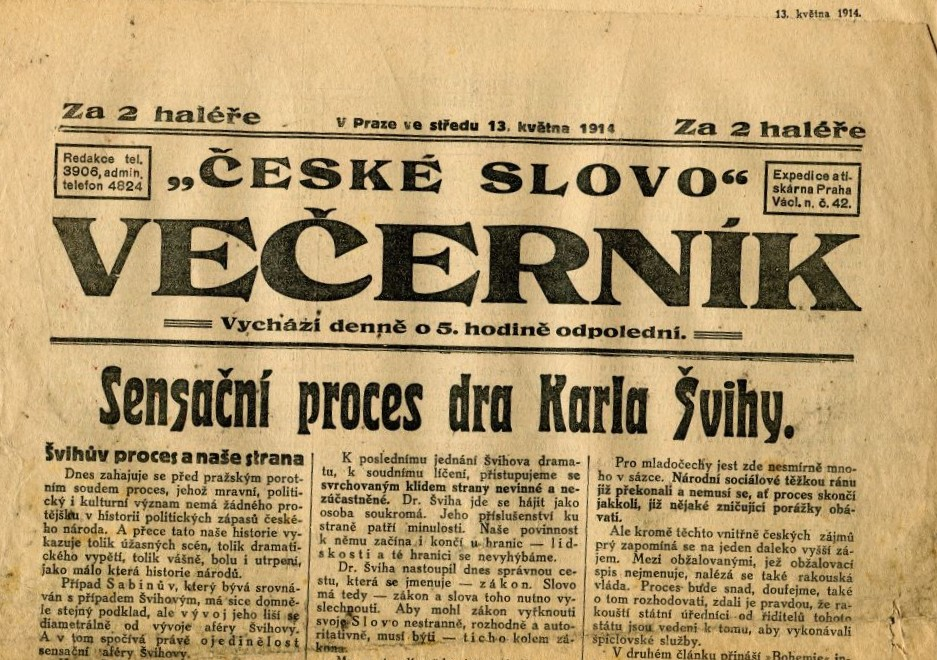
České Slovo Večerník – Švihova aféra v dobovém tisku

## Biografie

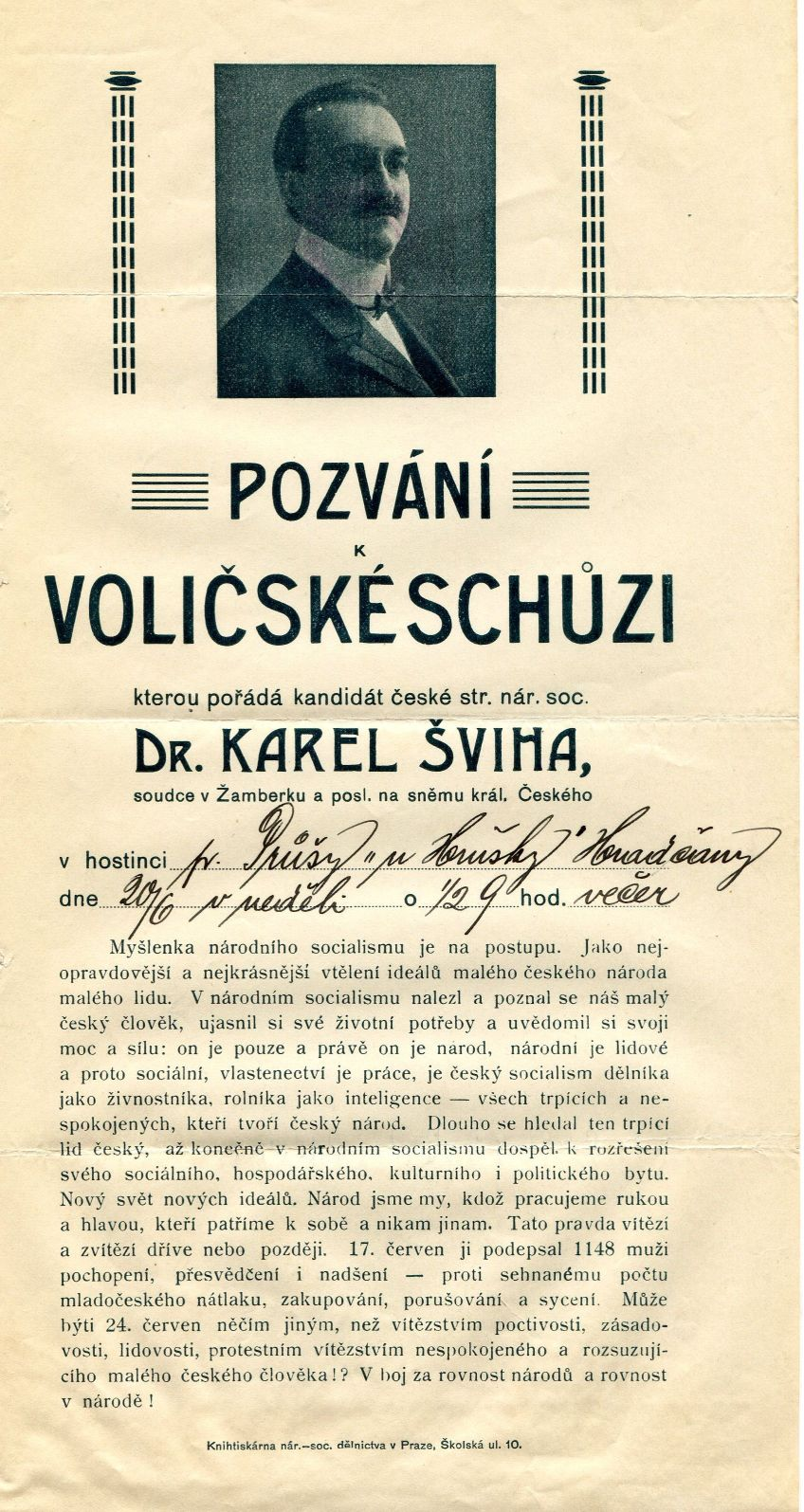
Dr.Karel Šviha, Pozvání k voličské schůzy

### Profesní a politická dráha
Profesí byl právníkem. Působil v Žamberku jako soudce a advokát. Publikoval studie z oboru národního hospodářství a politiky.
Na počátku století se zapojil i do zemské a celostátní politiky. Ve volbách v roce 1908 byl zvolen do Českého zemského sněmu v kurii městské, obvod Rychnov, Žamberk, Kostelec n. Orl., Dobruška. Politicky se uvádí coby člen České strany národně sociální, která šla do voleb v rámci aliance spojených českých státoprávních stran. Kvůli obstrukcím se ovšem sněm po roce 1908 fakticky nescházel.
Ve volbách do Říšské rady roku 1907 se stal i poslancem Říšské rady (celostátní parlament), kde reprezentoval obvod Čechy 5. Usedl do poslanecké frakce Sjednocení českých národně sociálních, radikálně pokrokových a státoprávních poslanců. Mandát obhájil ve volbách do Říšské rady roku 1911, nyní za obvod Čechy 26. Zasedl do poslaneckého klubu Český národně sociální klub. Byl předsedou poslaneckého klubu českých národních sociálů. Na předsednickou funkci i poslanecké křeslo ovšem rezignoval roku 1914. Ve vídeňském parlamentu ho pak nahradil Josef Netolický.

### Švihova aféra
Josef Anýž šéfredaktor Národních listů dostal v roce 1911 informaci, že Karel Šviha je tajným spolupracovníkem c.k. policie. Noviny byly tiskovým orgánem Národní strany svobodomyslné – Mladočechů, jejímž byl šéfredaktor Anýž členem. Mladočeši v té době vyjednávali volební koalici se stranou poslance Karla Švihy – Národními Socialisty. S ohledem na to se Anýž rozhodl celou věc v roce 1911 v Národních listech nepublikovat. Když v roce 1912 zemřel, byla informace nalezena v jeho pozůstalosti.
Po třech letech, takřka v předvečer první světové války – pár měsíců před atentátem na následníka trůnu, takzvaná Švihova aféra vypukla a nakonec byla důvodem k jeho rezignaci na politické funkce. Na základě výše uvedené informace byl veřejně obviněn z toho, že působí jako konfident rakouské policie. Aféra vrcholila v březnu 1914, kdy Národní listy přinesly informaci o tom, že konfidentství Švihy je prokázáno. 4. března 1914 o tom vyšel na titulní straně deníku obsáhlý materiál pod názvem Národně-sociální vůdce ve službách policie. Šviha pak vedl soudní spor s Národními listy, ale prohrál. Historik Otto Urban aféru vnímá jako snahu mladočeské strany (která stála za Národními listy) o diskreditaci radikálního politického odpůrce a konkurenta. Dva roky po aféře se k případu vyjádřil i Tomáš Garrigue Masaryk, který označil Švihovo obvinění za omyl.[zdroj?] Argumentoval tím, že Šviha pouze dodával materiály pro následníka trůnu Františka Ferdinanda d'Este, jenž ale výlohy platil z pokladny pražského policejního ředitelství, čímž se politik ocitl formálně na výplatní listině policie. Švihova aféra zanechala i trvalé stopy v českém jazyce. Odkazuje na ni podstatné jméno průšvih, které se udrželo v neformální řeči, stejně jako sloveso prošvihnout.

### Po odchodu z politiky
Šviha po skandálu opustil veřejný a politický život. Působil pak v soukromé sféře, nejprve u firmy Waldes, později ve Schmolkově patentním ústavu v Praze.
Zemřel na srdeční záchvat v červnu 1937 ve svém bytě v Řipské ulici na Královských Vinohradech v Praze.